# Гребля Сікак

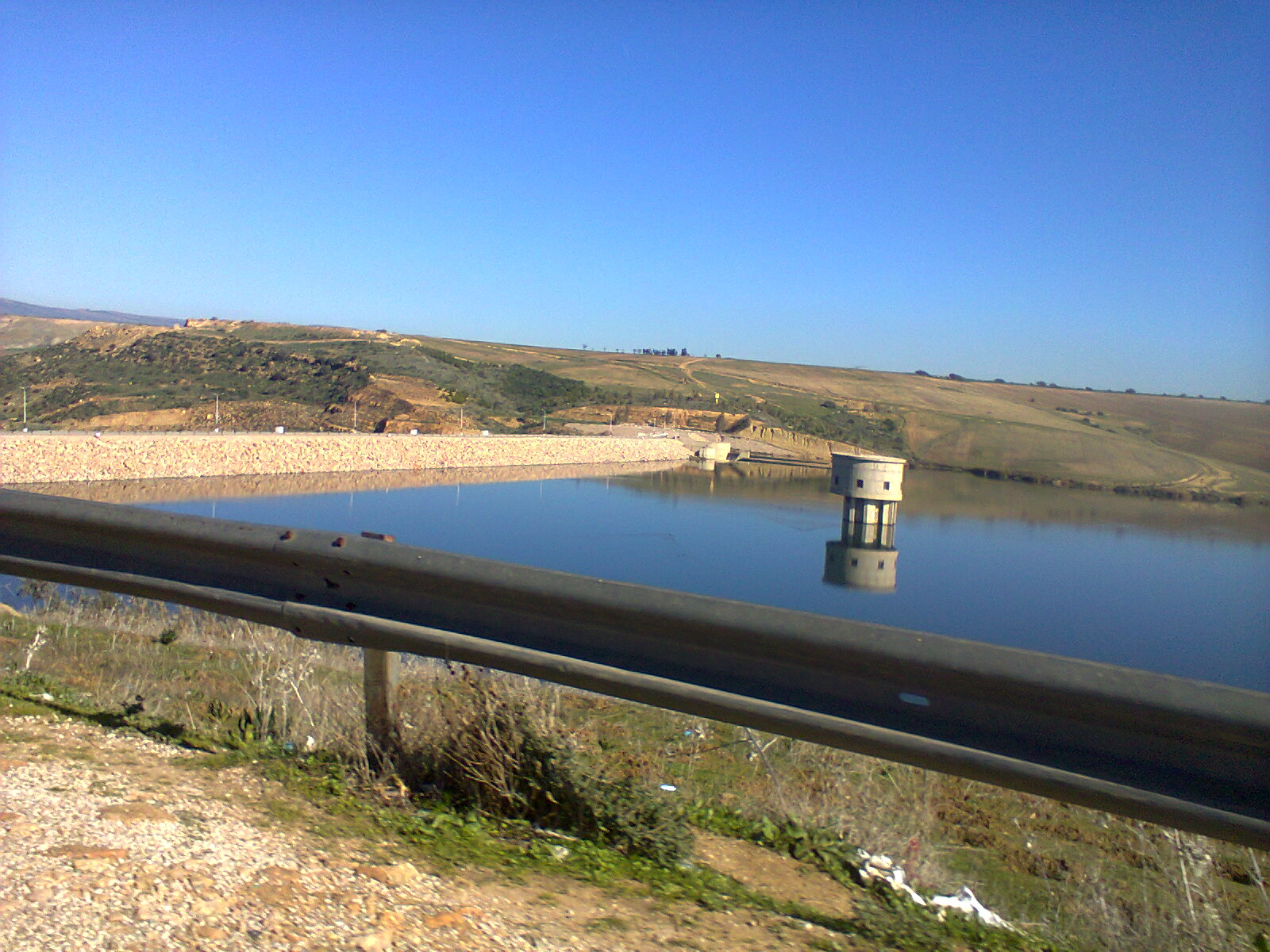
Вид на греблю з верхнього б'єфу

Гребля Сікак (Sikak) — гідротехнічна споруда на півночі Алжиру. Також відома як гребля Айн-Юсеф (Ain Youcef).
Греблю спорудили в 1944 році на уеді Сікак, який є лівою притокою уеду Іссер, що своєю чергою впадає праворуч до уеду Тафна (досягає Середземного моря за дев'ять десятків кілометрів на південний схід від Орана). Можливо відзначити, що вище по сточищу споруджена гребля Мефруч. Водозбірний басейн вище від споруди становить 251 (за іншими даними — 326) км2, а її головним призначенням є водопостачання та іригація.
У межах проєкту долину уеду перекрили земляною греблею із водонепроникним ядром висотою 45 метрів, довжиною 479 метрів та шириною по гребеню 10 метрів.
Гребля утворила водосховище об'ємом 27 млн м3.